# Mark Carney
Mark Joseph Carney (Fort Smith, 16 marzo 1965) è un economista, banchiere, manager e politico canadese, 24º Primo ministro del Canada dal 14 marzo 2025 e Leader del Partito Liberale del Canada dal precedente 9 marzo, in seguito alle elezioni interne del partito.
In precedenza Carney ha coperto incarichi economico-finanziari dapprima nel settore privato (all'interno di Goldman Sachs) e successivamente nel settore pubblico, lavorando nel Dipartimento canadese delle finanze e poi come Vice Governatore della Banca del Canada.
Dal 2008 al 2013 è stato l'ottavo governatore della Banca del Canada, affrontando in tale veste gli effetti della crisi finanziaria di fine anni 2000. Dal 2013 al 2020 ha ricoperto il ruolo di governatore della Banca d'Inghilterra. Dal 2011 al 2018 è stato Presidente del Consiglio per la stabilità finanziaria del G20.

## Biografia
È nato a Fort Smith, nei Territori del Nord-Ovest del Canada. Suo padre Bob era preside di una scuola superiore e, più tardi professore di educazione presso l'Università dell'Alberta ad Edmonton, nell'Alberta, dove la famiglia si è trasferita quando lui aveva sei anni.
Sua madre, Verlie, prima di avere i suoi figli era un'insegnante di scuola elementare.
Carney ha tre fratelli - il fratello maggiore Sean, il fratello Brian e la sorella Brenda. Tutti e quattro hanno frequentato la St. Francis Xavier High School ad Edmonton, prima di studiare all'Università di Harvard.
Ha conseguito una laurea in economia ad Harvard nel 1988. In seguito, ha frequentato il St Peter's College di Oxford, dove ha conseguito un master in economia nel 1993, e il Nuffield College sempre a Oxford, dove nel 1995 ha conseguito un dottorato in economia.
Ha incontrato sua moglie Diane Fox, un'economista britannica specializzata nei paesi in via di sviluppo, all'Università di Oxford.
La coppia si è sposata a metà degli anni novanta. Hanno quattro figlie e vivono ad Ottawa.

## Carriera

### Goldman Sachs
Ha trascorso tredici anni in Goldman Sachs nella sedi di Londra, Tokyo, New York e a Toronto. Ha assunto incarichi progressivamente sempre più importanti, quali co-responsabile del rischio sovrano, Executive Director, Responsabile mercati obbligazionari emergenti, fino a ricoprire il ruolo di Managing Director.
Ha lavorato all'iniziativa del Sudafrica post-apartheid nei mercati internazionali delle obbligazioni ed è stato coinvolto nel lavoro di Goldman sulla crisi finanziaria russa del 1998.
Il ruolo di Goldman Sachs nella crisi russa è stato al tempo criticato perché, mentre la società si occupava della consulenza sulla crisi per la Russia, contemporaneamente scommetteva contro la capacità del paese di ripagare il suo debito.

### Dipartimento della Finanza del Canada
Da novembre 2004 a ottobre 2007, ha ricoperto il ruolo di vice ministro senior e deputato al G7 per presso il Dipartimento canadese delle finanze. Ha lavorato per l'allora liberale ministro delle Finanze Ralph Goodale, e poi per il ministro delle Finanze conservatore Jim Flaherty. Durante questo periodo ha curato il controverso piano del governo di tassare i fondi di investimento "ad alto profitto"  alla fonte.
Carney è stato anche l' "uomo di punta" nella vendita, redditizia per il governo canadese, della quota di partecipazione pubblica in Petro-Canada pari al 19%.

### Banca del Canada

#### Vice governatore, 2003-2004
Carney è entrato a far parte della Banca del Canada come vice governatore il 5 agosto 2003.
Circa un anno dopo (15 novembre 2004) è stato distaccato presso il Dipartimento federale delle finanze, in qualità di vice ministro senior della finanza.

#### Governatore, 2008-2013

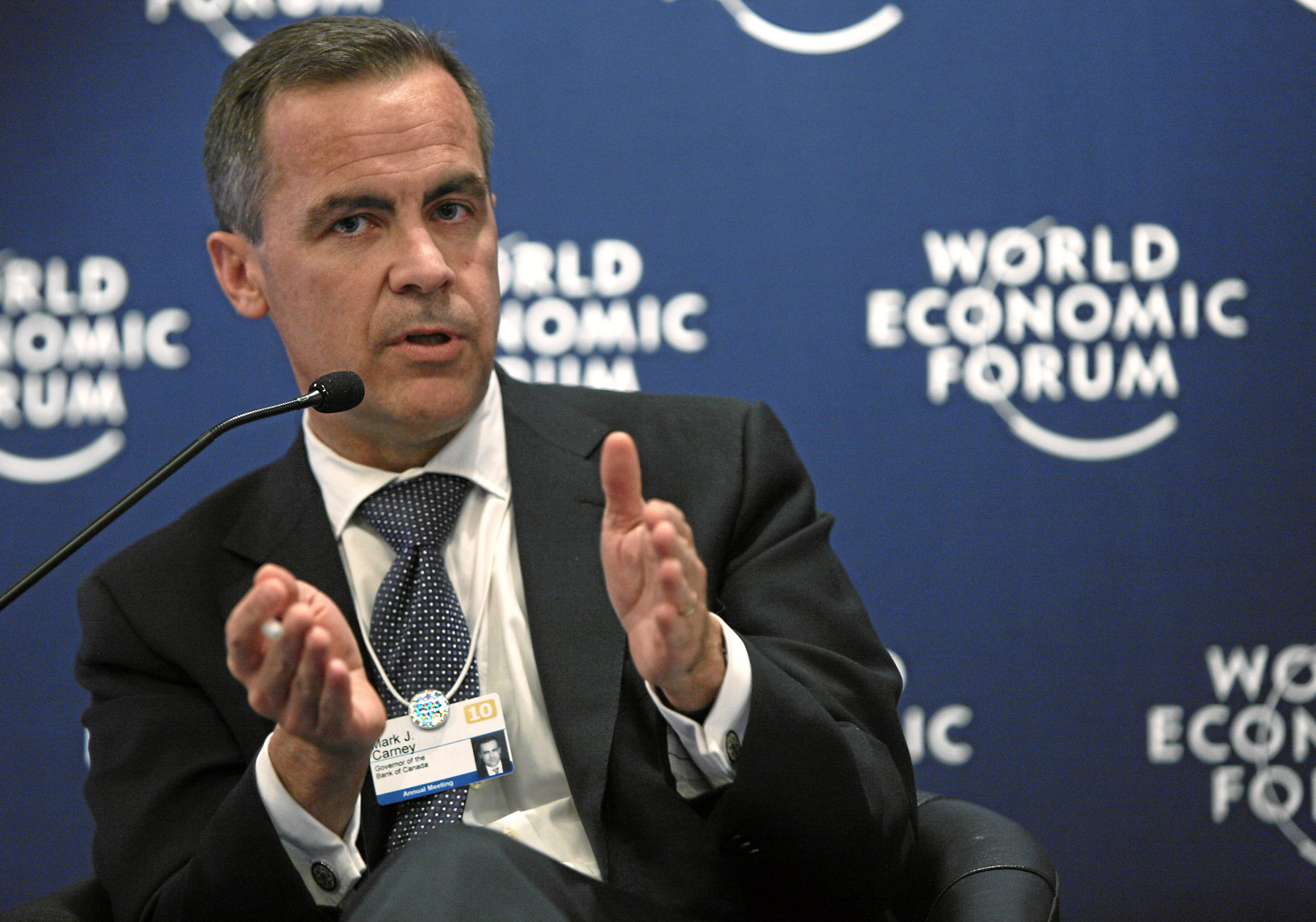
Mark Carney al World Economic Forum di Davos del 2010

Tornato alla Banca centrale nel mese di novembre 2007, dopo la sua nomina a Governatore, ha lavorato come consulente del dimissionario governatore David Dodge, prima di assumere formalmente il ruolo di Dodge in data 1º febbraio 2008.
È stato selezionato al posto di Paul Jenkins, il Vice Governatore Senior, che era considerato come favorito a succedere a Dodge e ha assunto questo ruolo durante il periodo più duro della recente crisi finanziaria globale. Al momento della sua nomina, Carney era il più giovane governatore della banca centrale tra i gruppi del G8 e del G20 delle nazioni.

#### La crisi finanziaria
Le sue azioni in qualità di Governatore della Banca del Canada sono state fondamentali nell'evitare al paese le conseguenze gravi della crisi finanziaria iniziata nel 2007.
L'economia canadese ha reagito meglio durante la crisi rispetto agli altri paesi del G7, e il Canada è stato il primo paese del G7 a registrare sia un PIL che livelli di occupazione pre-crisi.
La decisione della Banca di apportare un significativo contributo di liquidità al sistema finanziario canadese, e la sua insolita iniziativa di annunciare l'impegno a mantenere, per un anno, i tassi di interesse al livello più basso possibile, hanno contribuito in maniera significativa a contrastare gli effetti della crisi..
L'avversità al rischio fiscale e normativo del Canada è anche citata come un fattore di assoluta rilevanza. Nel 2009 un giornalista di Newsweek ha scritto, "Il Canada ha fatto di più che sopravvivere a questa crisi finanziaria. Il paese sta fiorendo all'interno della crisi. Le banche canadesi sono ben capitalizzate e pronte a cogliere le opportunità che le banche americane ed europee non possono cogliere".
Ha guadagnato riconoscimenti vari per la sua guida durante la crisi finanziaria. È stato nominato uno dei cinquanta, secondo il Financial Times, che indicheranno la via da seguire, e dalla rivista TIME come “TIME 100” dell'anno 2010.
A ottobre 2012 è stato nominato dalla redazione della rivista Euromoney “Governatore della Banca centrale dell'anno 2012”.

### Financial Stability Board

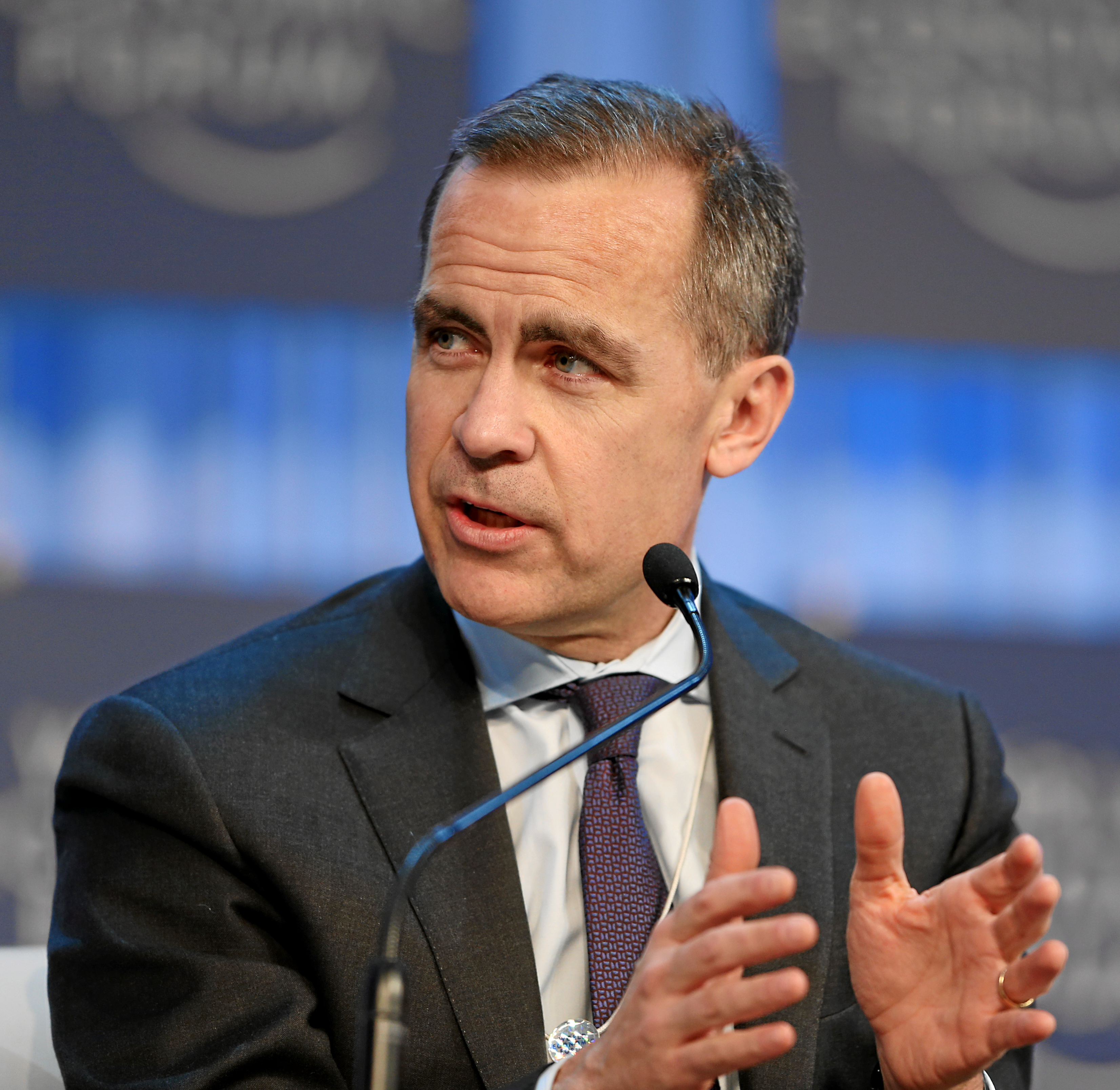
Mark Carney al Forum economico mondiale del 2013

Il 4 novembre 2011 è stato nominato Presidente del Financial Stability Board, con sede a Basilea. In una dichiarazione ha ricondotto la sua nomina alla "solida reputazione del sistema finanziario canadese e al ruolo di primo piano che il Canada ha svolto nel contribuire a sviluppare molte delle riforme più importanti a livello internazionale."
Il periodo di tre anni costituisce un impegno a tempo parziale, che permette a Carney di completare il suo mandato presso la Banca centrale del Canada.
Mentre non vi è stata alcuna indicazione delle sue priorità come presidente, il giorno della sua nomina il Consiglio ha pubblicato un elenco di 29 banche che sono considerate sufficientemente grandi da costituire un rischio per l'economia globale, se dovessero fallire.

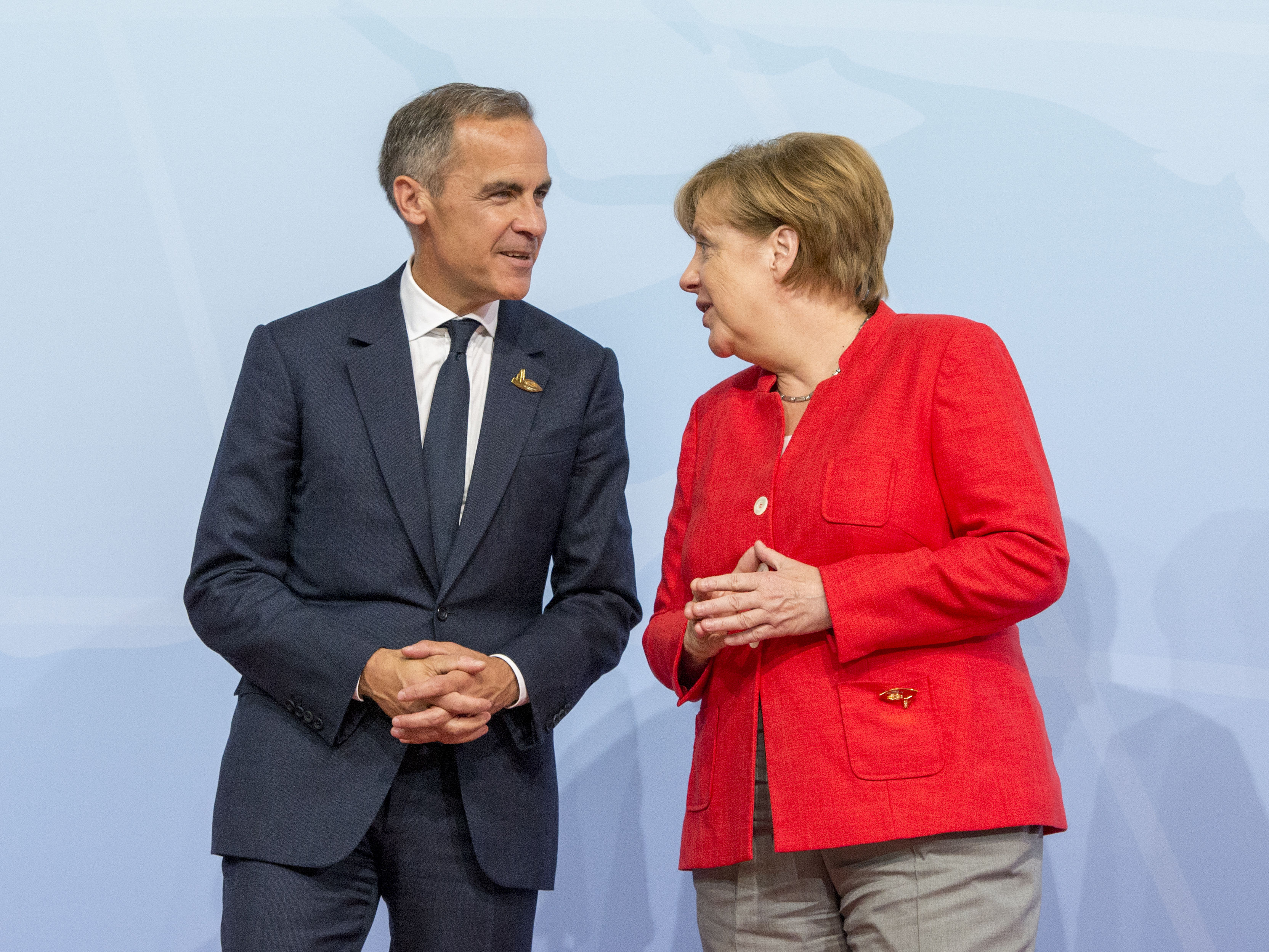
Mark Carney con Angela Merkel al Vertice G20 del 2017

Alla sua prima conferenza stampa in qualità di presidente del FSB, nel gennaio 2012, ha dichiarato le sue priorità per il Consiglio.
È stato anche Presidente del 'Comitato sul sistema finanziario globale della Banca dei Regolamenti Internazionali da luglio 2010 fino a gennaio 2012.
È anche membro del Gruppo dei Trenta, un organismo internazionale di costituito da importanti uomini della finanza e professori accademici, e del Consiglio della Fondazione del World Economic Forum.

### Banca d'Inghilterra

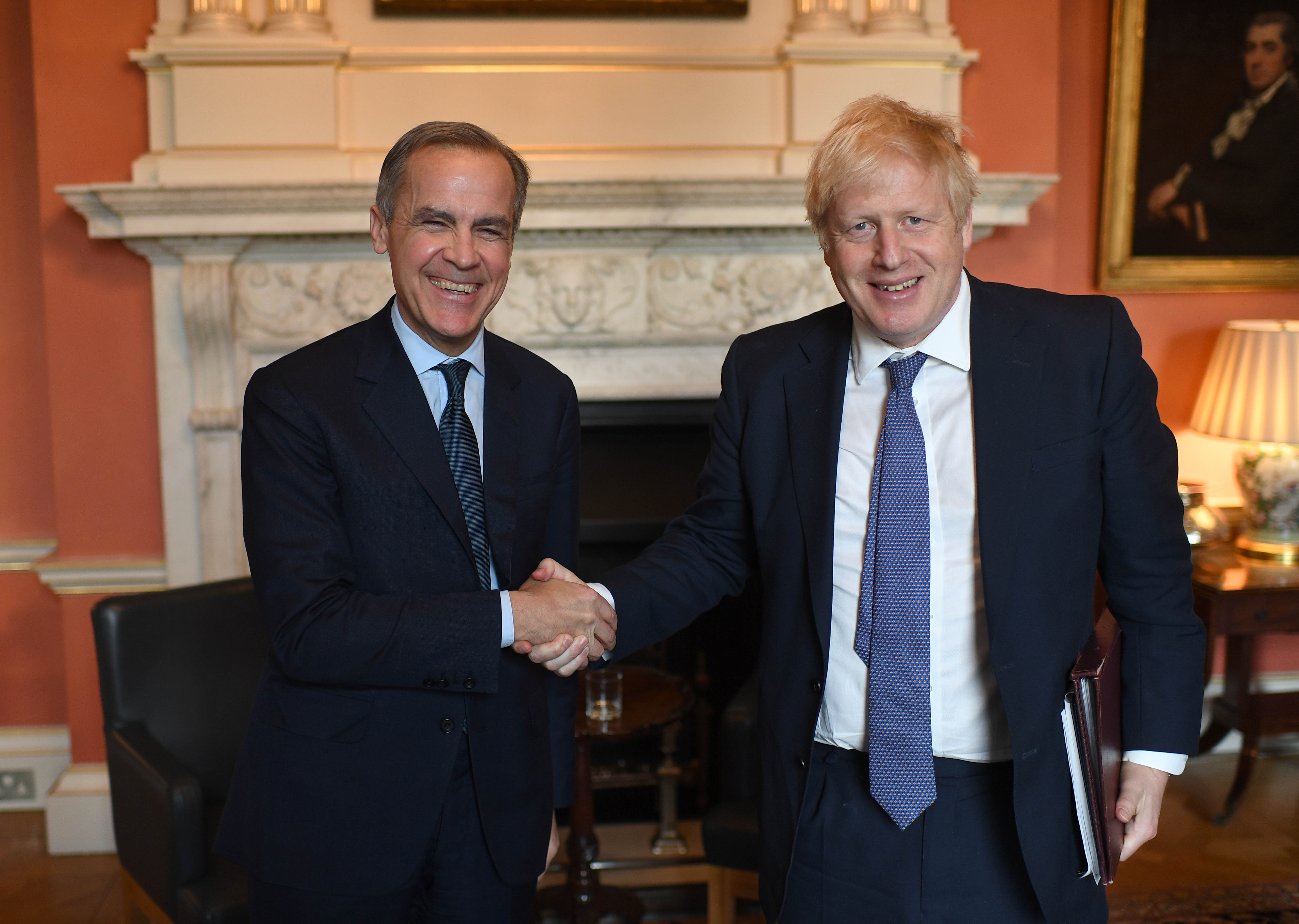
Mark Carney con il Primo ministro britannico Boris Johnson nel 2020

Il 26 novembre 2012 è stata annunciata a Londra la sua nomina a Governatore della Banca d'Inghilterra, in sostituzione di Sir Mervyn King, a partire dalla fine del mese di giugno 2013.
È stato il primo cittadino non britannico ad essere nominato al ruolo di Governatore della banca centrale inglese dal 1694. Alla Banca d'Inghilterra sono stati attribuiti poteri aggiuntivi a partire dal 2013, tra i quali la possibilità di impostare i requisiti patrimoniali delle banche. Anche se il termine è ufficialmente di otto anni, ha dapprima dichiarato la sua intenzione di dimettersi dopo cinque anni, ma poi ha accettato di rimanere alla guida della banca centrale fino a gennaio 2020.
Il 16 marzo 2020 Andrew Bailey lo ha sostituito nell'incarico di Governatore della Banca d'Inghilterra.

### Carriera politica

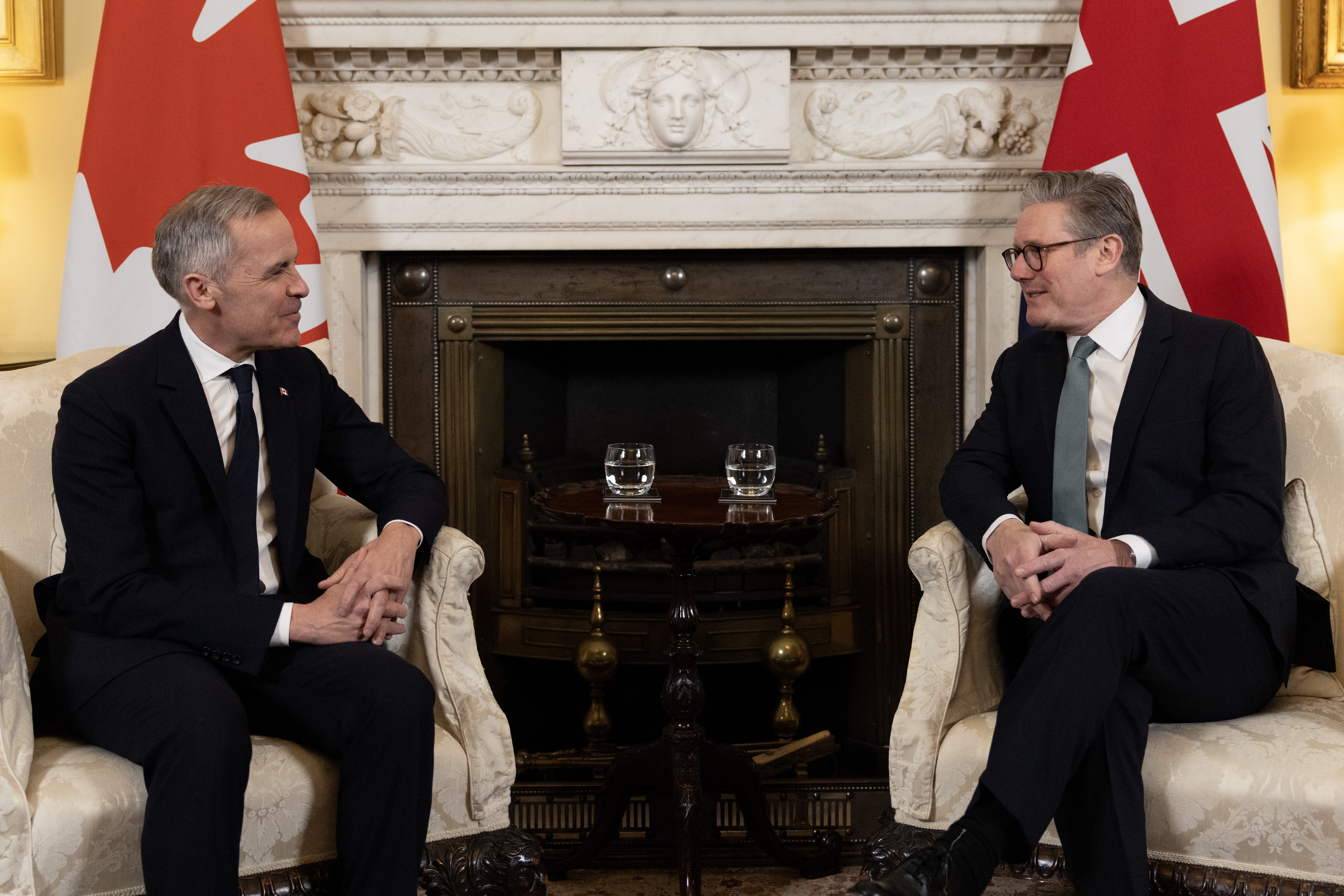
Mark Carney con il Primo ministro britannico Keir Starmer nel 2025

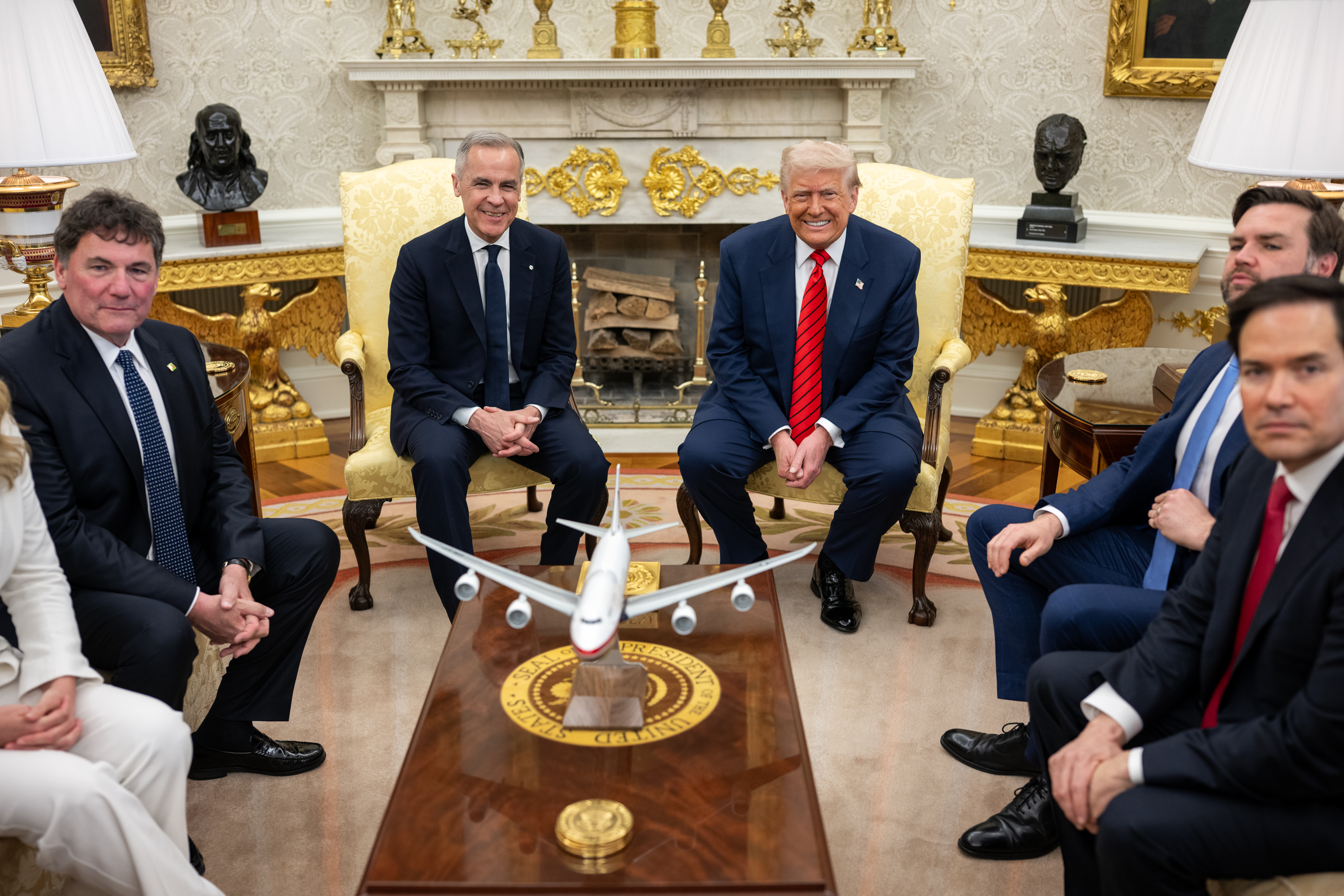
Mark Carney con il Presidente americano Donald Trump nel 2025

Vicino alle posizioni liberali, in seguito alle dimissioni di Justin Trudeau (sorte a causa di una forte crisi di consensi nei confronti di quest’ultimo), ed alla conseguente indizione di elezioni primarie per sostituirlo, Carney ha ufficialmente presentato la sua candidatura, venendo presto considerato come uno dei favoriti per il ruolo di Leader del Partito Liberale del Canada e conseguentemente di Primo ministro del Canada, insieme all’ex-Ministra delle Finanze, Chrystia Freeland.
Alla fine, dopo un periodo di campagna elettorale interna tra gli iscritti, il 9 marzo risulta ufficialmente eletto alla carica, divenendo contestualmente leader di partito da quella data e, pochi giorni dopo, il 14 marzo, primo ministro del Canada.
Il 23 marzo ha chiesto e ottenuto le elezioni anticipate, che lo hanno confermato con un governo di minoranza.

## Cariche
Elenco delle cariche attuali:

### Società
- Bloomberg: Presidente
- Brookfield: Presidente di Brookfield Asset Management e responsabile di Transition Investing
- Chatham House: Presidente
- Forum economico mondiale: Membro del Consiglio Di Amministrazione
- Gruppo Bilderberg: Membro del comitato consultivo
- Gruppo dei Trenta: Presidente
- Istituto Peterson: Membro del comitato consultivo
- MacroAdvisory Partners: Consigliere senior
- ONU: Inviato speciale delle Nazioni Unite per l'azione climatica e la finanza
- Peterson Institute: Membro del comitato consultivo
- PIMCO: Membro del comitato consultivo
- Stripe: Membro del Consiglio Di Amministrazione
- Università Harvard: Membro del comitato consultivo
- Watershed: Consulente